# Бульбазавр
Бульбазавр (англ. Bulbasaur, в оригіналі フシギダネ — Фусігідане) — вигаданий вид покемонів у франшизі Nintendo та Game Freak Pokémon. Вперше представлений у відеоіграх Pokémon Red і Blue, його створила Ацуко Нісіда, а дизайн доопрацював Кен Суґіморі. З моменту дебюту Бульбазавр з'явився у багатьох іграх, зокрема у Pokémon Go, картковій грі Pokémon Trading Card Game, а також на різноманітних сувенірних товарах. У аніме Бульбазавра озвучували різні акторки, зокрема Тара Сендс та Мікеле Кнотц.
Належить до трав'яних та отруйних покемонів, був введений в ігри як стартовий покемон, якого гравці можуть вибрати на початку гри. Це чотиринога зелена істота, що нагадує динозавра, з великою рослинною цибулиною на спині. Бульбазавр — центральний персонаж аніме «Покемони», один з головних покемонів Еша Кетчума в першому сезоні, іншого Бульбазавра пізніше здобула другорядна героїня Мей. Він з'являється у манзі та є одним з покемонів Реда — головного героя Pokémon Adventures.
Бульбазавр загалом був позитивно сприйнятий і вважається одним з найкращих покемонів і найкращим стартовим покемоном, зокрема на думку продюсера серіалу Дзюн'їті Масуди. Вважається, що його роль в аніме мала важливе значення у його популярності.

## Концепція та дизайн
Бульбазавр — вид вигаданих істот — покемонів, розроблених для медіафраншизи «Покемон». Розроблена компанією Game Freak і видана Nintendo, японська франшиза почалася в 1996 році з відеоігор Pokémon Red і Green для Game Boy, які пізніше були випущені в Північній Америці під назвами Pokémon Red і Blue у 1998 році. У цих іграх та їхніх продовженнях гравець бере на себе роль тренера, метою якого є ловля покемонів і використання їхніх особливих здібностей у битвах з іншими покемонами. Деякі покемони можуть перетворюватися на сильніші види шляхом процесу, що називається еволюцією, за допомогою різних засобів, таких як контакт з певними предметами. Кожен покемон має один або два типи, які визначають його переваги та слабкості в поєдинках з іншими покемонами. Основною метою кожної гри є заповнення Покедексу, всеосяжної енциклопедії покемонів, шляхом упіймання, еволюції та обміну з іншими тренерами для здобуття представників усіх видів покемонів.
Бульбазавр вперше з' являється як один з трьох стартових покемонів, яких гравець міг обрати на початку дебютних ігор для Game Boy, Pokémon Red та Blue. Його японська назва, Фусігідане, є поєднанням слів, що означають «таємниця» або «диво» («фусігі») і «насіння» («тане»). Англійська локалізація його імені — портманто, основане на його динозавровій зовнішності та великій часникоподібній цибулині на спині («bulb» + «dinosaur»). Як за етимологією, так і ззовні Бульбазавр, Айвізавр та Венузавр стають все більш небезпечними в міру еволюції.
Бульбазавра створила Ацуко Нісіда, дизайнерка персонажів для Pocket Monsters Red і Blue, яка описала процес його створення як «роботу у зворотному напрямку», взявши за основу вже існуючий дизайн Венузавра. Згодом дизайн був доопрацьований ведучим художником Кеном Суґіморі, який наприкінці розробки намалював промо-арт усіх видів, щоб надати їм єдиного стилю та внести будь-які останні правки.
Ідея надати Бульбазавру та іншим стартерам Red і Blue значну роль у Pokémon X та Y з'явилася приблизно через півтора року після початку розробки цих ігор. Були створені мега-еволюції для їхніх фінальних форм — Венузавра, Чарізарда та Бластойза.
Попри його англійську назву, Суґіморі підтвердив, що дизайн Бульбазавра та його еволюцій базується на жабах. У франшизі «Покемон» Бульбазаври — маленькі, земноводні/рослинні покемони, які пересуваються навкарачки. Вони мають синьо-зелене тіло з темними синьо-зеленими плямами. Зернятко на спині Бульбазавра закладається при народженні, а потім проростає і росте разом з ним. Цибулина поглинає сонячне світло, що дозволяє їй рости. Бульбазаври можуть виживати днями без їжі, отримуючи енергію виключно з цибулини.